# Upload (série de televisão)
Upload é uma série de televisão americana de comédia de ficção científica criada por Greg Daniels. A série estreou em 1º de maio de 2020, no Amazon Prime Video e foi renovada para uma segunda temporada. A segunda temporada estreou em 11 de março de 2022; teve sete episódios, três a menos que o primeiro. Em maio de 2022, a série foi renovada para uma terceira temporada, que estreou em 20 de outubro de 2023 e consiste em oito episódios. Em março de 2024, a série foi renovada para uma quarta e última temporada.

## Premissa
Em 2033, os humanos poderão “carregar-se” em uma vida após a morte virtual de sua escolha. Quando o programador de computador Nathan Brown morre prematuramente, ele é transferido para o caríssimo Lakeview, mas depois se vê sob o domínio de sua possessiva e ainda viva namorada, Ingrid. À medida que Nathan se adapta aos prós e contras do paraíso digital, ele se relaciona com Nora, sua representante viva de atendimento ao cliente. Nora luta com as pressões de seu trabalho, seu pai moribundo que não quer ser carregado e seus sentimentos crescentes por Nathan enquanto lentamente começa a acreditar que Nathan foi assassinado.

## Elenco e personagens

### Principal
- Robbie Amell como Nathan Brown, um graduado em engenharia da computação de 27 anos e programador de computador recém-falecido que é enviado para a vida após a morte digital em Lakeview.
  - Kauis Lowe interpreta um jovem Nathan (convidado da 1ª temporada)
- Andy Allo como Nora Antony, uma mulher viva que é a manipuladora de Nathan em sua vida após a morte
- Allegra Edwards como Ingrid Kannerman, a namorada materialista e obsessiva de Nathan
- Zainab Johnson como Aleesha, Aleesha Morrison-Downey, colega de trabalho de Nora e manipuladora de Luke
- Kevin Bigley como Luke Crossley, um ex-cabo do exército e residente de Lakeview que faz amizade com Nathan e está namorando Mildred
- Andrea Rosen como Lucy Slack (2ª temporada – presente; temporada recorrente 1), a chefe dominadora de Nora e Aleesha
- Owen Daniels como AI Guy (2ª temporada – presente; 1ª temporada recorrente), um funcionário virtual de Lakeview que pode aparecer em vários lugares ao mesmo tempo. Daniels também interpreta Boris Holland, um ator desempregado que foi pago para que sua imagem fosse usada em Lakeview.
- Josh Banday como Ivan Spelich (2ª temporada até o presente; temporada recorrente 1), colega de trabalho de Nora[7]

### Recorrente
- Jessica Tuck como Vivian "Viv" Brown, mãe de Nathan
- Chris Williams como Dave Antony (1ª temporada; convidado na 2ª temporada), pai de Nora
- Jordan Johnson-Hinds como * Jordan Johnson-Hinds como Jamie, o melhor amigo e parceiro de negócios de Nathan.
- Megan Ferguson (piloto), Hilary Jardine (1ª temporada) e Vic Michaelis (2ª temporada) como Mildred Kannerman, a avó centenária de Ingrid que mora em Lakeview e cujo avatar foi baseado em uma antiga fotografia em preto e branco
- William B. Davis como David Choak, um homem rico que mora do outro lado do corredor de Nathan
- Elizabeth Bowen como Fran Booth (1ª temporada), a prima estranha de Nathan que está investigando seu acidente de carro
- Rhys Slack como Dylan (1ª temporada; convidado da 2ª temporada até o presente), uma criança que mora em Lakeview depois de cair no Grand Canyon e fica presa na forma de um garoto de 12 anos, apesar de ter sido carregado seis anos antes
  - Brea St. James interpreta uma Dylan mais velha (mulher) (convidada da 1ª temporada)
- Matt Ward como Byron Titley (temporada 1; convidado da 2ª temporada), parceiro sexual casual de Nora
- Andy Thompson  como Lionel Winters (1ª temporada; convidado da 2ª temporada até o presente) (identificado apenas como "the Professor" na primeira temporada)
- Barclay Hope como Oliver Kannerman (1ª temporada; convidado da 2ª temporada até o presente), pai de Ingrid
- Yvetta Fisher como Batia (temporadas 1–2; temporada convidada 3), colega de trabalho de Nora
- Ryan Beil como Craig Munthers (2ª temporada; temporadas convidadas 1, 3)
- Paulo Costanzo como Matteo (temporada 2; temporada convidada 3)[8]
- Mackenzie Cardwell como Tinsley (2ª temporada – presente), uma temporária contratada por Aleesha[9]
- Kristine Cofsky como Holden (temporada 3; temporada convidada 1), ex-namorada de Nathan
- Peter James Smith como Mauricio (3ª temporada; convidado na 1ª temporada), um vendedor digital de vida após a morte
- Bassem Youssef como Miro Mansour (temporada 3)
- Jeanine Mason como Karina Silva (3ª temporada), uma charmosa nova executiva da Horizen responsável pelo desenvolvimento de novos produtos e segurança cibernética[10]

### Convidado
- Christine Ko como Mandy (1ª temporada), colega de quarto de Nora
- Wayne Wilderson como Zach (1ª temporada)
- Matt Braunger como Brad (1ª temporada)
- Chloe Coleman como Nevaeh, sobrinha de Nathan
  - Luvyna Ward interpreta uma Nevaeh mais jovem (2ª temporada)
- Justin Stone como Dan, o cara do chiclete da órbita (1ª temporada)
- Julian Christopher como Ernie Lampsterman (1ª temporada), um terapeuta Horizen cujo avatar em Lakeview é um Labrador Retriever
- Scott Patey como Josh Pitzer (1ª temporada), um executivo que espera comprar o software de Nathan e Jamie
- Creed Bratton como Rupert Tilford (1ª temporada)
- Teryl Rothery como Dawn Kannerman (temporadas 1–2), mãe de Ingrid
- Lucas Wyka como Jack Kannerman (temporadas 1–2)
- Alex Kliner como Nathan Greenstein
- Philip Granger como tio Larry (1ª temporada), irmão de Viv e tio favorito de Nathan
- Gigi Gorgeous como Jordan (1ª temporada)
- Larry Wilmore como Kamyar Whitbridge (temporadas 1, 3)
- Phoebe Miu como  Yang
- Jennifer Garner como ela mesma (2ª temporada)[11]
- Christine Willes como Janet Boxner (temporadas 2–3)
- Hiro Kanagawa como Detetive Sato (temporadas 2–3)
- Erin Karpluk como Magruder (temporada 3)
- Graeme Duffy como Rory Shicklemen (temporada 3)
- Amy McInnes como Penny Chao (3ª temporada)
- Ravi Kapoor como Dr. Kapoor (3ª temporada)
- William Gibson como ele mesmo (3ª temporada)

## Episódios

### Visão geral da série
| Temporada | Temporada | Episódios | Episódios | Originalmente lançado | Originalmente lançado  |
| Temporada | Temporada | Episódios | Episódios | Estreia da temporada  | Final da temporada     |
| --------- | --------- | --------- | --------- | --------------------- | ---------------------- |
|           | 1         | 10        | 10        | 1 de maio de 2020     | 1 de maio de 2020      |
|           | 2         | 7         | 7         | 11 de março de 2022   | 11 de março de 2022    |
|           | 3         | 8         | 8         | 20 de outubro de 2023 | 10 de novembro de 2023 |

### 1ª Temporada (2020)
| N.º na série | N.º na temp. | Título                                                | Dirigido por          | Escrito por                | Lançamento        |
| --- | ------------ | ----------------------------------------------------- | --------------------- | -------------------------- | ----------------- |
| 1 | 1            | "Welcome to Upload" "Piloto"                          | Greg Daniels          | Greg Daniels               | 1 de maio de 2020 |
| Uma noite, enquanto voltava para casa depois de fazer compras, o carro autônomo de Nathan Brown apresenta defeito e bate, deixando-o mortalmente ferido. Enquanto está no hospital com seus sinais vitais caindo rapidamente, sua namorada rica, Ingrid Kannerman, sugere que sua consciência seja atualizada para que eles ainda possam ficar juntos. Nathan concorda apressadamente e passa pelo processo de upload. A princípio tudo parece bem e Nathan fica feliz com sua nova vida após a morte, até perceber as muitas restrições envolvidas. Nathan está pronto para acabar com tudo pulando em uma torrente e cometendo "virtucídio" até ser parado por Nora Antony, sua manipuladora humana que o ajuda a lidar com esta nova vida. Quando ela sai de sua mesa no final do turno, uma pasta contendo um arquivo de memória corrompido de Nathan é aberta remotamente e alguns arquivos são excluídos. |              |                                                       |                       |                            |                   |
| 2 | 2            | "Five Stars" "Cinco Estrelas"                         | Greg Daniels          | Greg Daniels               | 1 de maio de 2020 |
| Tendo que fazer terapia porque tentou se "matar", Nathan é apresentado ao seu terapeuta Ernie, cujo avatar é um Labrador Retriever. Ele incumbe Nathan de conhecer cinco novos uploads e aprender mais sobre eles. No mundo real, Nora está trabalhando para conseguir um desconto de funcionário para que seu pai moribundo seja carregado quando ele morrer. O chefe de Nora se recusa a assinar a papelada do desconto, a menos que Nora obtenha uma classificação de 4,8 estrelas no atendimento ao cliente ao final de seu turno. Nathan conhece David Choak, seu vizinho rico, que sugere que Nathan pode ter sido assassinado por seu trabalho em uma alternativa gratuita a Lake View, que teria ameaçado uma indústria multibilionária. A prima de Nathan, Fran, está investigando seu acidente e descobre que seu carro foi adulterado porque não consegue fornecer informações adequadas sobre o acidente. Nathan ouve que Nora precisa melhorar sua avaliação de atendimento ao cliente e, por gentileza, dá a ela várias avaliações de cinco estrelas. Nora também consegue consertar um dos arquivos de memória corrompidos de Nathan e descobre um acordo de software que ele estava preparando antes de sua morte. |              |                                                       |                       |                            |                   |
| 3 | 3            | "The Funeral" "O Velório"                             | Jonathan van Tulleken | Mary Gulino                | 1 de maio de 2020 |
| Nathan se prepara para seu funeral acontecer no mundo real, presumindo que muitas pessoas estarão lá. Antes do funeral, eles assistem à cobertura jornalística de Rupert Tilford, um homem que ganhou a chance de ser "baixado" em um corpo clone. O processo funciona por alguns momentos até que o nariz de Rupert começa a sangrar e ele expressa desconforto antes de sua cabeça explodir. Nathan comparece ao funeral com Luke, um colega do Upload, e Mildred, que é avó de Ingrid e também mora em Lakeview. Nora comparece ao funeral dele em Nova York e conhece três ex-namoradas dos tempos de faculdade, que perguntam sobre a ligação dela com ele. Fran questiona Ingrid sobre o acidente, não acreditando que Nathan morreu prematuramente e Nathan descobre que não houve muito dinheiro dado à sua família sobrevivente por causa de seu contrato de software inacabado. Ele também fica desanimado com o discurso de Ingrid, pois em vez de elogiar sua vida ela elogia a de Rupert, e seus melhores amigos vão embora durante a cerimônia fúnebre. Nathan é informado por Fran que ela está investigando o acidente e planeja processar a montadora por causa dos detalhes obscuros por trás do acidente. Nora descobre que o negócio de Nathan nunca foi concretizado e quando ela entrevista o homem no software de Nathan, qualquer informação é negada a ela. |              |                                                       |                       |                            |                   |
| 4 | 4            | "The Sex Suit" "O Traje de Sexo"                      | Jonathan van Tulleken | Aasia Lashay Bullock       | 1 de maio de 2020 |
| Nathan aprende sobre os vários planos do mundo de Lakeview e vê o que está incluído para aqueles que pagam menos. Ele está frustrado porque Horizen está mais interessado em conseguir dinheiro para atualizações do que em fornecer uma experiência de oportunidades iguais para todos os residentes. Durante uma entrevista para a Vogue , há tensão entre Nathan e Ingrid decorrente da crença de Nathan de que Ingrid não o ama mais, pois ela se recusa a usar um traje de realidade virtual para fazer sexo com ele. A amizade de Nathan e Nora se torna mais próxima, com Nathan sentindo que pode se relacionar mais com ela do que com Ingrid. Ingrid aparece inesperadamente no quarto de Nathan e se prepara para fazer sexo com ele, apenas para descobrir que ele não consegue ter uma ereção. Nora é chamada para ajudar, para desespero de Nathan, que se sente envergonhado com a situação embaraçosa, mas consegue uma ereção de Nora enquanto Ingrid se distrai com seu gato na vida real. Fran continua sua investigação sobre o acidente de Nathan e, ao ver as imagens de vigilância do supermercado, descobre que Ingrid foi até o carro de Nathan enquanto ele estava lá dentro. Nora, chateada com sua falta de intimidade, reinstala um aplicativo de namoro e se junta a Byron, que ela conheceu no mesmo aplicativo usando um perfil diferente. Enquanto fazia sexo com ele, ela imagina seu encontro anterior com Nathan. |              |                                                       |                       |                            |                   |
| 5 | 5            | "The Grey Market" "A Zona Cinzenta"                   | Kacie Anning          | Mike Lawrence              | 1 de maio de 2020 |
| Dylan está frustrado porque sua família, exceto sua mãe, praticamente se esqueceu dele e seguiu em frente com suas vidas e porque ele ainda está preso no corpo de uma criança seis anos após seu upload. Nathan e Ingrid participam da terapia de casal, cada um trazendo seus respectivos terapeutas, ambos alegando que sentem que estão se desconectando. Nathan sente que não tem muito da sua vida, já que tudo é controlado pelas decisões de Ingrid. Ele também revela a informação de Fran de que ele não estava realmente morrendo antes de ser carregado. Quando Nora tem que deixar Dylan para ver seu pai no hospital, Nathan se oferece para cuidar dele. Luke o convence a visitar o Mercado Cinza, equivalente virtual de um mercado negro, a fim de comprar hacks para entrar em uma festa virtual com pessoas vivas. Enquanto estava lá, Nathan compra um hack no telefone de seu ex-parceiro de negócios Jamie, enquanto Dylan foge para obter uma atualização ilegal de avatar para que ele possa parecer uma pessoa mais velha. Ao retornar para Lakeview, Dylan descobre que sua atualização lhe deu o corpo de uma jovem que Nora então reprograma para seu corpo anterior. Fran está em seu veículo autônomo a caminho de ver Josh Pitzer, quando seu carro apresenta defeito e sai do final de um píer. |              |                                                       |                       |                            |                   |
| 6 | 6            | "The Sleepover" "Dormindo Fora"                       | Kacie Anning          | Shepard Boucher            | 1 de maio de 2020 |
| Nathan é informado por sua sobrinha Nevaeh que ela vai passar a festa do pijama com Ingrid e também sobre o desaparecimento de Fran. O pai de Nora diz a ela que ela precisa conhecer mais Byron, que está vivo, em vez de se concentrar em Nathan, que está morto. Nathan está ficando entediado de ficar sozinho em Lakeview e tenta todas as oportunidades que pode para passar um tempo com Nora. Luke está causando problemas para Aleesha ao explorar bugs no sistema para obter itens e atualizações sem pagar por eles. Durante o encontro, Nora descobre algumas coisas interessantes sobre Byron, inclusive que ele gosta de inspirar as crianças a sempre tentarem dar o melhor de si, independente da situação. Durante o jantar com sua família com a presença de Nevaeh, Ingrid não gosta da maneira como eles tratam Nevaeh e Nathan porque eles vêm de meios humildes, acabando por expulsar todos. O encontro de Nora com Byron dá errado quando ele zomba do trabalho que ela faz. Ela passa o resto da noite conversando com Nathan, até mesmo deixando-o saber que concorda que a morte dele não foi um acidente. Ela adormece em sua mesa, sendo acordada por Aleesha. |              |                                                       |                       |                            |                   |
| 7 | 7            | "Bring Your Dad to Work Day" "O Tour do Papai"        | David Rogers          | Owen Daniels               | 1 de maio de 2020 |
| Nora é exposta por sua chefe Lucy sobre sua excursão noturna em Lakeview com Nathan, e ameaçada de perder sua boa avaliação caso ela continue a buscar um relacionamento próximo. Ingrid frequenta um grupo de apoio e diz que está pensando em “congelar” Nathan temporariamente até poder ficar com ele. Nora vê uma reportagem sobre a morte de Josh Pitzer e suspeita que alguém está tentando encobrir qualquer coisa relacionada ao programa de Nathan, "Beyond". Nora pede a Nathan que faça um tour por Lakeview para seu pai, esperando que ele escolha ser carregado quando morrer. Uma figura se aproxima da porta que leva aos servidores de dados de Lakeview e planta uma bomba dentro, enquanto Nora usa o computador de sua chefe Lucy para descobrir o que pode sobre o que aconteceu em relação à morte de Josh e às memórias danificadas de Nathan. Ela descobre que um funcionário desconhecido tem acesso aos arquivos de Nathan e tenta investigar, mas a bomba explode e desliga todos os computadores afetados. Os computadores voltam e ela pesquisa no banco de dados global de funcionários o ID de funcionário desconhecido, sem encontrar resultados. Mesmo depois de uma turnê bem-sucedida com Nathan, o pai de Nora decide não prosseguir com o upload quando morrer, em vez disso, mantém sua crença de que se reunirá com sua esposa no céu. |              |                                                       |                       |                            |                   |
| 8 | 8            | "Shopping Other Digital After-Lives" "Compras de Céu" | Jeffrey Blitz         | Alex Sherman & Alyssa Lane | 1 de maio de 2020 |
| Lucy informa a Nora que ela está sendo suspensa por sair constantemente com Nathan, o que vai contra a política da empresa. Nathan confessa seus sentimentos por Nora, mas não sabe que Lucy assumiu o controle do avatar de Nora e o rejeita. Abatido, Nathan pede a sua mãe que o ajude a encontrar uma vida após a morte diferente que sua família possa pagar. Aleesha informa Nora sobre Nathan saindo de Lakeview. Temendo que ele esteja em perigo, ela viaja para Los Angeles e encontra Ingrid, que não sabia dos planos de Nathan. Enquanto Ingrid está ao telefone, Nora encontra uma caixa com os pertences de Nathan e os examina. Nathan acaba decidindo ficar em Lakeview, mas quando eles saem da agência, um agressor desconhecido pega o disco rígido no qual Nathan foi baixado e o joga na água para destruí-lo. Nora revela à mãe de Nathan que ela notou o cara antes e deu a Ingrid um carro falso enquanto se certificava de que o carro de Nathan estava com ela. |              |                                                       |                       |                            |                   |
| 9 | 9            | "Update Eve" "Noite de Atualização"                   | Daina Reid            | Greg Daniels               | 1 de maio de 2020 |
| Todos, incluindo residentes de Lakeview e funcionários da Horizen, se preparam para uma nova atualização para Lakeview. Nathan decide terminar com Ingrid. Lucy continua pressionando Nora a admitir seus sentimentos por Nathan, o que permitiria que Lucy a despedisse, mas Nora nega. Nathan descobre que Jamie tem evitado suas ligações porque sentiu vergonha de dormir com Ingrid; ele perdoa Jamie e faz com que ele lhe empreste dinheiro suficiente para que ele possa permanecer como um "2 Gig", a classe mais baixa de residentes (que têm apenas 2 gigabytes de volume de dados por mês). Nathan pressiona Ingrid sobre o que ela sabe sobre a morte dele, mas ela permanece calada. Mais tarde, ela confronta seu pai e diz a ele que programou o carro de Nathan para priorizar sua vida em detrimento dos outros, permitindo-lhe sobreviver ao acidente por tempo suficiente para fazer o upload. Depois de saber com TI que os Uploads que estão dormindo durante a atualização terão suas memórias restauradas, Nora convence Nathan a ficar acordado para descobrir a verdade, mesmo que ele esqueça algo que aconteceu desde o upload. Nora dá a Nathan um programa que ela roubou de um cara de TI, que permite que ele veja e manipule o código de Lakeview instantaneamente. |              |                                                       |                       |                            |                   |
| 10 | 10           | "Freeyond" "Freeyond"                                 | Daina Reid            | Greg Daniels               | 1 de maio de 2020 |
| Nathan acorda da atualização, com suas memórias perdidas restauradas. Uma das imagens mostra que o pai de Ingrid era um dos investidores interessados em comprar o software de Nathan e Jamie, mas em vez de optar por uma empresa rica, eles optaram por Josh Pitzer e sua empresa menor. Mais tarde, Nathan conheceu o pai de Ingrid em particular e deu-lhe uma cópia do software sem o conhecimento de Jamie para conseguir mais dinheiro e sustentar sua família. Nora foi capaz de ignorar a atualização de Nathan e parece que ele se esqueceu de conhecê-la, para sua consternação. Mais tarde, Nathan confidencia a Luke que se lembra de tudo, mas sentiu que não poderia enfrentá-la, sabendo que ele era o bandido. Nathan vai para a sala do 2 Gig e liga para Nora para se confessar a ela. Enquanto conversa, o agressor que tentou destruir o disco rígido de Nathan invade seu apartamento e tenta matá-la, fazendo-a fugir. Usando o programa que recebeu de Nora, Nathan consegue ajudar Nora a escapar. Ele prende o atacante em um elevador e o usa para matá-lo. Nora fala com seu pai sobre o que Nathan e ela encontraram, e ele sugere que ela se esconda até que eles descubram quem é o responsável pela morte de Nathan. Nora finalmente admite seus sentimentos por Nathan, mas ele não consegue responder porque seus dados se esgotaram. Nora sai com Byron enquanto Ingrid vem visitar Nathan em seu quarto para dizer a ele que ela se carregou para que eles possam finalmente ficar juntos para sempre. Ele fica tão chateado que sua resposta de uma palavra faz com que ele use o 1 GB extra de dados que ela lhe deu, o que levou Ingrid a ligar para o suporte técnico quando a última luz da sala se apagou. |              |                                                       |                       |                            |                   |

### 2ª Temporada (2022)
| N.º na série | N.º na temp. | Título                                                | Dirigido por           | Escrito por             | Lançamento          |
| --- | ------------ | ----------------------------------------------------- | ---------------------- | ----------------------- | ------------------- |
| 11 | 1            | "Welcome Back, Mr. Brown" "Seja bem-vindo, Sr. Brown" | Dee Rees               | Izzy Kadish             | 11 de março de 2022 |
| O pai de Nora a leva para a floresta para morar com os Ludds, um grupo de anarquistas tecnocéticos que desprezam o fato de que apenas os ricos lucram com os avanços tecnológicos. Lá, ela conhece Matteo. Enquanto isso, Nathan tenta encontrar Nora, mas não tem sorte. Ele relutantemente retorna para Ingrid e começa a beijar ela, pois se sente culpado por ela ter feito upload só para ele. É revelado que Ingrid falsificou o upload e, em vez disso, usou um macacão VR. Nora os observa usando um avatar de gato e pensa que Nathan a superou. O episódio termina com Nathan deixando para Nora uma mensagem na caixa de correio professando seu amor. |              |                                                       |                        |                         |                     |
| 12 | 2            | "Dinner Party" "Jantar comemorativo"                  | Jeffrey Blitz          | Lauren Houseman         | 11 de março de 2022 |
| Ingrid oferece um jantar com alguns de seus amigos, mas Nathan convida Luke e seu amigo de 2 shows, Yang, para comparecer também. Não satisfeita com os mordomos da IA, ela pede ajuda aos anjos, forçando Aleesha e sua temporária Tinsley a atendê-la. Tinsley usa o antigo avatar de Nora, pois ela ainda não tem um, reacendendo brevemente as esperanças de Nathan de que ela voltou. Nora conhece Boris Holland, o ator cuja imagem foi usada para criar os servos de IA. Eles usam sua imagem para criar um avatar de falso servo para entrar em Lakeview despercebido. Nathan se relaciona com Tinsley depois que ela revela sua verdadeira identidade. |              |                                                       |                        |                         |                     |
| 13 | 3            | "Robin Hood" "Robin Hood"                             | Jeffrey Blitz          | Maxwell Theodore Vivian | 11 de março de 2022 |
| Nathan e Luke usam o canivete que roubaram antes para desviar a largura de banda dos residentes ricos e entregá-la aos 2gigs. Eles convencem o treinador de Ingrid a ajudá-los a vencer um jogo de pôquer de apostas altas, manipulando as cartas usando o dispositivo. Nora faz entrevistas falsas para um emprego como programadora na Horizen, a fim de acessar a área de codificação e espalhar malware em unidades de anel na esperança de que alguém os conecte a um computador para dar acesso aos Ludds. Quando ela ouve que os programadores encontraram o canivete e Nathan é forçado a descartá-lo, ela ajuda Ingrid a vencer a partida contra David Choak. Ela é contratada como consertadora de bugs depois de fazer um discurso apaixonado sobre as virtudes de Lakeview. |              |                                                       |                        |                         |                     |
| 14 | 4            | "Family Day" "Dia da família"                         | Athina Rachel Tsangari | Anna Ssemuyaba          | 11 de março de 2022 |
| A família de Nathan vem fazer uma visita, com Ingrid ainda fingindo estar carregada. Horizen tenta vender bebês virtuais para uploads. Nora e Nathan se encontram pela primeira vez depois que ela retorna para Horizen. Matteo convence Nora a plantar um vírus em Lakeview que se propaga através dos mordomos de IA e transmite propaganda de Ludd, além de excluir residentes. Sentindo-se culpada, Nora usa seu novo acesso ao mundo real para impedir o ataque. Tinsley mostra compaixão pelo cara da IA depois que Ingrid o repreende, fazendo-o aprender empatia, que mais tarde ele usa para confortar Ingrid. |              |                                                       |                        |                         |                     |
| 15 | 5            | "Mind Frisk" "Mind Frisk"                             | Athina Rachel Tsangari | Megan Neuringer         | 11 de março de 2022 |
| Horizen usa o ataque Ludd que Nora começou como um disfarce para reduzir oficialmente os direitos de privacidade dos uploads e vasculhar suas mentes e sonhos, bem como lucrar com a venda dessas informações na Internet. Nora e Nathan se unem para hackear o programa "Mind Frisk" antes que ele fique online. No processo, eles descobrem que David Choak, o vizinho ultra-rico de Nathan, estava envolvido em sua morte. Enquanto isso, Aleesha descobre que Luke teve sonhos sexuais com ela, que foram carregados na internet por seu chefe. Ingrid testa um bebê com IA para prepará-la para a maternidade virtual, mas isso a deixa sobrecarregada. |              |                                                       |                        |                         |                     |
| 16 | 6            | "The Outing" "O passeio"                              | Jeffrey Blitz          | Yael Green              | 11 de março de 2022 |
| Nathan e Luke viajam pela cidade de Nova York com Nora e Aleesha na tentativa de descobrir por que o bilionário David Choak se transferiu para um corpo de robô e foi para a cidade. Eles descobrem que Freeyond tem um local na cidade de Nova York e em Los Angeles, mas centenas de locais em estados indecisos como Pensilvânia ou Flórida, concluindo que o sistema gratuito foi projetado para atrair eleitores pobres a fazer uploads para distorcer os resultados eleitorais, uma vez que os uploads não não tenho direito a voto. É revelado que Ingrid está cultivando um novo corpo para Nathan para baixá-lo. |              |                                                       |                        |                         |                     |
| 17 | 7            | "Download" "Download"                                 | Jeffrey Blitz          | Owen Daniels            | 11 de março de 2022 |
| Depois que Ingrid revela que ela não está realmente morta e está desenvolvendo um corpo clone para ele fazer o download, Nathan felizmente termina com ela, pois percebe que não deve nada a ela. Nathan diz a Nora que está disposto a fazer download no corpo do clone para usar sua retina para acessar o backdoor que instalou no código Freeyond, apesar dos riscos associados aos downloads. Aleesha restringe o estado de sonho de Luke para experimentar apenas sonhos infantis, o que a princípio o irrita, mas depois ele começa a gostar dos jogos simples de quebra-cabeça. Nora pede a ajuda dos Ludds para invadir a instalação de clonagem onde Ingrid está vigiando o corpo do clone de Nathan. Eles a convencem a deixá-los baixar Nathan e voltar para Nova York. Enquanto isso, Tinsley restaura a mente de Nathan de um backup, pensando que ele foi excluído acidentalmente, e Ingrid usa um fio de cabelo que encontra na velha escova de cabelo de Nathan para continuar seus planos de ter um filho. Nora e Nathan dormem juntos no Hyperloop. O episódio termina com Nathan descobrindo que seu nariz está sangrando, sinal de falha no download. |              |                                                       |                        |                         |                     |

### 3ª Temporada (2023)
| N.º na série | N.º na temp. | Título                                        | Dirigido por  | Escrito por             | Lançamento             |
| --- | ------------ | --------------------------------------------- | ------------- | ----------------------- | ---------------------- |
| 18 | 1            | "Ticking Clock" "Contagem regressiva"         | Jeffrey Blitz | Greg Daniels            | 20 de outubro de 2023  |
| Nate e Nora continuam investigando os negócios obscuros de Horizen, com Nate não contando a Nora que seu estado baixado não está poupando suas preocupações. Enquanto isso, o backup de Nate restaurado por Tinsley não tem a lembrança do rompimento com Ingrid. Vendo isso como uma chance de provar que pode ser uma pessoa melhor, Ingrid finge que está tudo bem.              |              |                                               |               |                         |                        |
| 19 | 2            | "Strawberry" "Morangos"                       | Jeffrey Blitz | Alison Brown            | 20 de outubro de 2023  |
| 20 | 3            | "Cyber Discount Day" "Dia do desconto online" | Tom Marshall  | Megan Neuringer         | 27 de outubro de 2023  |
| 21 | 4            | "Download Doctor" "O médico do download"      | Tom Marshall  | Farhan Arshad           | 27 de outubro de 2023  |
| 22 | 5            | "Rescue Mission" "Missão resgate"             | David Rogers  | Stephanie Johnson       | 3 de novembro de 2023  |
| 23 | 6            | "Memory Crackers" "Desevendando a memória"    | Alberto Belli | Owen Daniels            | 3 de novembro de 2023  |
| 24 | 7            | "Upload Day" "Dia do upload"                  | Sarah Boyd    | Maxwell Theodore Vivian | 10 de novembro de 2023 |
| 25 | 8            | "Flesh and Blood" "Carne e osso"              | Sarah Boyd    | Greg Daniels            | 10 de novembro de 2023 |
| Quando os dois Nates entram furtivamente no Mercado Cinza para expor os crimes de Horizen, eles são capturados e detidos. No mundo real, todos se reúnem no apartamento da mãe de Nate para comparar anotações antes de receber uma ligação de um dos Nate. Ele diz que o outro Nate foi morto, mas a temporada termina antes que ele possa revelar quem ele é e qual foi deletado. |              |                                               |               |                         |                        |

## Produção

### Desenvolvimento
Em 8 de setembro de 2017, a Amazon anunciou que havia encomendado um piloto para uma nova série de comédia de câmera única criada por Greg Daniels. Em 28 de julho de 2018, a Amazon anunciou que havia dado à produção um pedido para uma primeira temporada de dez episódios. Daniels e Howard Klein são produtores executivos, e a série é produzida pela 3 Arts Entertainment. Em 8 de maio de 2020, a Amazon renovou a série para uma segunda temporada, que estreou em 11 de março de 2022. Em 11 de maio de 2022, a série foi renovada para uma terceira temporada. Em outubro de 2023, Daniels mencionou em uma entrevista ao Collider que estava esperançoso por uma quarta temporada e que o processo de escrita começaria em novembro de 2023. Em março de 2024, a Amazon renovou a série para uma quarta e última temporada.

### Elenco
Em janeiro de 2018, foi anunciado que Robbie Amell e Andy Allo haviam recebido os papéis principais masculino e feminino do piloto.
Enquanto a série filmava sua segunda temporada, em fevereiro-março de 2021, Paulo Costanzo e Mackenzie Cardwell foram escalados para papéis recorrentes. No anúncio da data de lançamento, também foi confirmado que Amell, Allo, Allegra Edwards, Zainab Johnson e Kevin Bigley retornariam; e Josh Banday, que reapareceu na 1ª temporada, foi promovido a regular na série.

### Filmagens
A fotografia principal da 1ª temporada ocorreu de 5 de março a 10 de maio de 2019, em Vancouver, Canadá.
Algumas fotografias externas para o mundo de realidade virtual de Lakeview foram tiradas na Mohonk Mountain House and Preserve em New Paltz, Nova York, incluindo imagens do hotel, do zelador e do lago. Um pequeno número de tomadas internas, incluindo quartos do hotel, também foram filmadas no local.
A 2ª temporada foi filmada de 25 de janeiro a 15 de abril de 2021.
A 3ª temporada foi filmada de 15 de agosto a 2 de novembro de 2022.

## Recepção
Upload recebeu críticas positivas. No Rotten Tomatoes, a primeira temporada tem um índice de aprovação de 88% com uma pontuação média de 6,9 em 10 com base em avaliações de 56 críticos. O consenso crítico do site é: "Embora Upload às vezes sofra de sobrecarga tonal, a escrita espirituosa e um elenco cativante fazem com que valha a pena viver a vida após a morte." No Metacritic, a temporada tem uma pontuação média ponderada de 67 em 100, com base em 22 críticos, indicando críticas "geralmente favoráveis".
A segunda temporada possui índice de aprovação de 100% com nota média de 7,3/10 com base em 15 críticos do Rotten Tomatoes. O consenso crítico do site é: " A segunda temporada de Upload entra em modo de espera bem quando está acelerando, mas mesmo uma parcela truncada dessa vida após a morte techno é uma comédia incrível." No Metacritic, recebeu uma pontuação média ponderada de 72 em 100, com base em 4 críticos, indicando críticas "geralmente favoráveis".
A terceira temporada recebeu um índice de aprovação de 88% com uma pontuação média de 7,3/10 com base em 18 críticos do Rotten Tomatoes. O consenso crítico do site é: "Partes iguais, mais complicadas e sofisticadas do que nunca, a sátira tecnológica do Upload continua a assumir uma dimensão mais humana."
No Metacritic, recebeu uma pontuação média ponderada de 65 em 100, com base em 6 críticos, indicando críticas "geralmente favoráveis".